# Lijst van wapens van Russische deelgebieden
Dit is een lijst van Russische wapens. Rusland is opgedeeld in autonome republieken, oblasten en de twee federale steden Moskou en Sint-Petersburg. Alle gebieden hebben hun eigen wapens.

## Huidige wapens

### Federatie

Wapen van de Russische Federatie (1993–heden)

### Republieken

Wapen van Adygea
Wapen van Altaj
Wapen van Basjkirostan
Wapen van de Boerjatië
Wapen van Chakassië
Wapen van Dagestan
Wapen van Ingoesjetië
Wapen van Jakoetië
Wapen van Kabardië-Balkarië
Wapen van Kalmukkië
Wapen van Karatsjaj-Tsjerkessië
Wapen van Karelië
Wapen van de Komi
Wapen van de Krim[1]
Wapen van Mari El
Wapen van Mordovië
Wapen van Noord-Ossetië
Wapen van Oedmoertië
Wapen van Tatarije
Wapen van Toeva
Wapen van Tsjetsjenië
Wapen van Tsjoevasjië

### Oblasten van Rusland

Wapen van Oblast Amoer
Wapen van Oblast Archangelsk
Wapen van Oblast Astrachan
Wapen van Oblast Belgorod
Wapen van Oblast Brjansk
Wapen van Oblast Irkoetsk
Wapen van Oblast Ivanovo
Wapen van Oblast Jaroslavl
Wapen van Oblast Kaliningrad
Wapen van Oblast Kaloega
Wapen van Oblast Kemerovo
Wapen van Oblast Kirov
Wapen van Oblast Kostroma
Wapen van Oblast Koergan
Wapen  van Oblast Koersk
Wapen van Oblast Leningrad
Wapen van Oblast Lipetsk
Wapen van Oblast Magadan
Wapen van Oblast Moermansk
Wapen van Oblast Moskou
Wapen van Oblast Nizjni Novgorod
Wapen van Oblast Novgorod
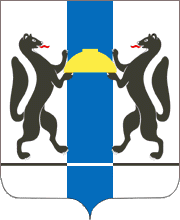
Wapen van Oblast Novosibirsk
Wapen van Oblast Oeljanovsk
Wapen van Oblast Omsk
Wapen van Oblast Orenburg
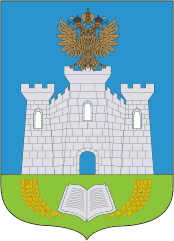
Wapen van Oblast Orjol
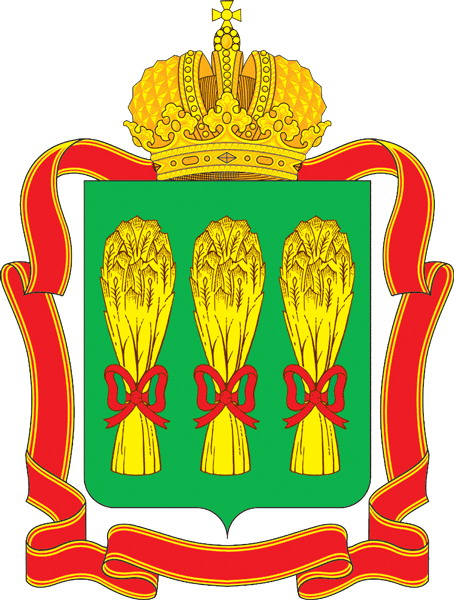
Wapen van Oblast Penza
Wapen van Oblast Pskov
Wapen van Oblast Rostov
Wapen van Oblast Rjazan
Wapen van Oblast Sachalin
Wapen van Oblast Samara
Wapen van Oblast Saratov
Wapen van Oblast Smolensk
Wapen van Oblast Sverdlovsk
Wapen van Oblast Tambov
Wapen van Oblast Tomsk
Wapen van Oblast Tsjeljabinsk
Wapen van Oblast Tjoemen
Wapen van Oblast Tver
Wapen van Oblast Vladimir
Wapen van Oblast Vologda
Wapen van Oblast Voronezj
Wapen van Oblast Wolgograd

### Krajs

Wapen van Kraj Altaj
Wapen van Kraj Chabarovsk
Wapen van Kraj Kamtsjatka
Wapen van Kraj Krasnodar
Wapen van Kraj Krasnojarsk
Wapen van Kraj Perm
Wapen van Kraj Primorje
Wapen van Kraj Stavropol
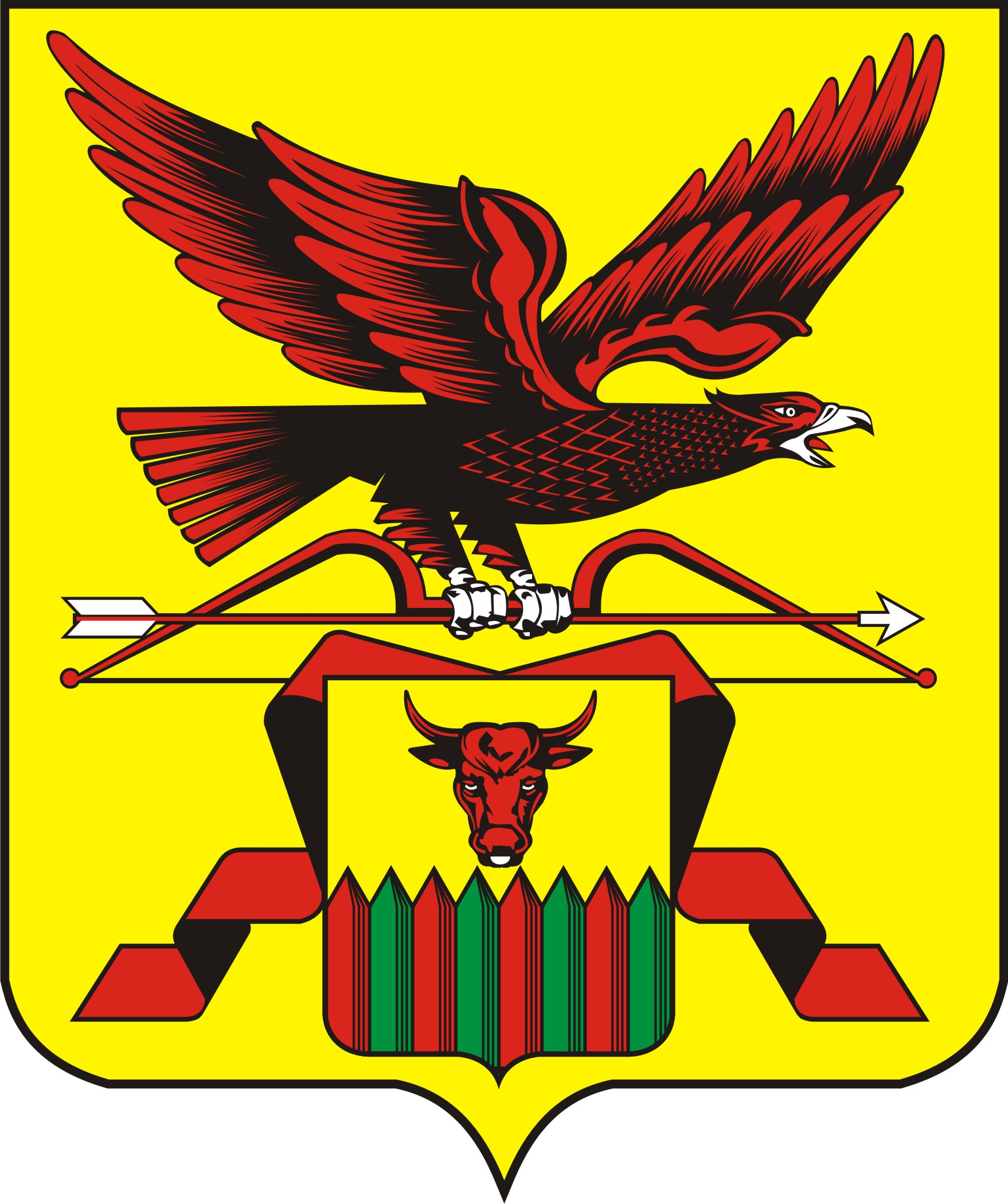
Wapen van Kraj Transbaikal

### Autonome oblasten van Rusland

Wapen van Joodse Autonome Oblast

### Okroeg

Wapen van Tsjoekotka
Wapen van Chanto-Mansië
Wapen van Nenetsië
Wapen van Jamalië

### Federale steden van Rusland

Wapen van Moskou
Wapen van Sebastopol[1]
Wapen van Sint-Petersburg

## Historische wapens

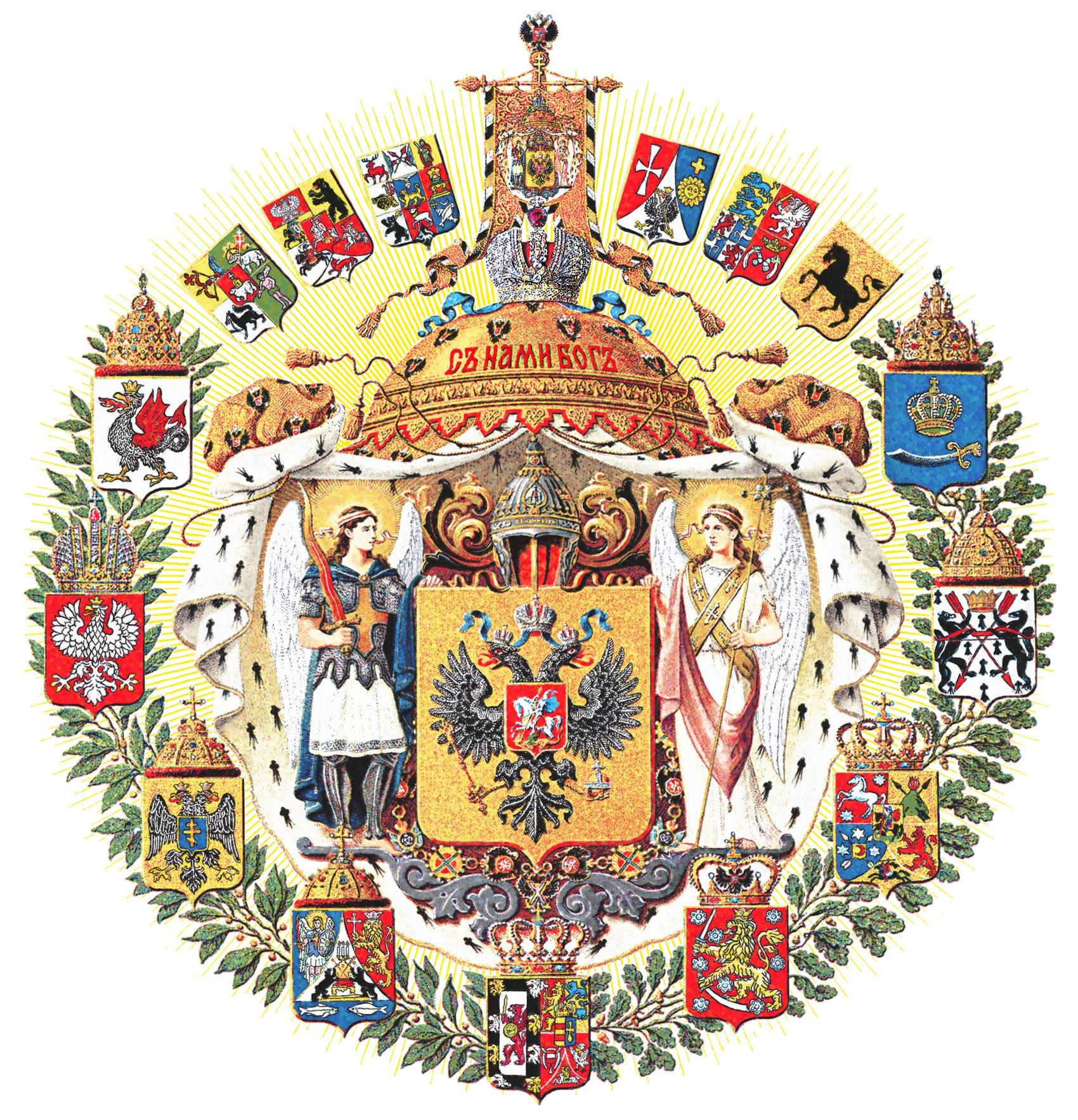
Groot wapen van het Keizerrijk Rusland
Het kleinere wapen van het Keizerrijk Rusland
Wapen van de Russische SFS (1920-1978)
Wapen van de Russische SFS (1978-1992)
Wapen van Rusland (1992-1993)